# Kanton Rennes-Nord-Ouest
Der Kanton Rennes-Nord-Ouest war von 1801 bis 2015 ein französischer Wahlkreis im Arrondissement Rennes, im Département Ille-et-Vilaine und in der Region Bretagne; sein Hauptort war Rennes.

## Geschichte
Der Kanton entstand 1801 durch eine Aufspaltung des seit 1793 existierenden Kantons Rennes. Bis 1973 war er einer der vier Kantone im Raum Rennes und trug zeitweise auch den Namen Rennes-2. Bei den weiteren Aufspaltungen der Wahlkreise im Raum Rennes in den Jahren 1973 und 1985 wurde er stetig verkleinert. Von 1982 bis 1985 lautete sein Name Rennes-III. 2015 wurde der Kanton aufgelöst.

## Gemeinden
Der Kanton Rennes-Nord-Ouest bestand aus den zwei Stadtvierteln Beauregard und Villejean der Stadt Rennes und drei weiteren Gemeinden:
| Gemeinde              | Bretonisch      | Einwohner (2022) | Fläche (km²)  | Code postal | Code Insee |
| --------------------- | --------------- | ---------------- | ------------- | ----------- | ---------- |
| Gévezé                | Gevrezeg        | 5.987            | 27.54         | 35850       | 35120      |
| Pacé                  | Pazieg          | 11.815           | 35.03         | 35740       | 35210      |
| Parthenay-de-Bretagne | Pazheneg        | 1.802            | 4.80          | 35850       | 35216      |
| Rennes (teilweise)    | Roazhon         | unbekannt        | keine Angaben | -           | 35238      |
| Kanton                | Roazhon-Gwalarn | 33.126           | keine Angaben | -           | 3531       |

## Politik
Der Kanton hatte bis zu seiner Auflösung folgende Abgeordnete im Rat des Départements:
| Vertreter im conseil général des Départements | Vertreter im conseil général des Départements | Vertreter im conseil général des Départements |
| Amtszeit                                      | Name                                          | Partei                                        |
| --------------------------------------------- | --------------------------------------------- | --------------------------------------------- |
| 1945–1955                                     | Louis Le Gall La Salle                        | MRP                                           |
| 1955–1961                                     | François Chateau                              | DVD                                           |
| 1961–1963                                     | Jean-Paul Chasseboeuf                         | unbekannt                                     |
| 1963–1973                                     | Georges Brand                                 | DVD                                           |
| 1973–1982                                     | Edmond Hervé                                  | PS                                            |
| 1982–2001                                     | Frédéric Vénien                               | PS                                            |
| 2001–2008                                     | Philippe Rouault                              | UMP                                           |
| 2008–2015                                     | François André                                | PS                                            |